# Philhygra pseudoelongatula
Philhygra pseudoelongatula är en skalbaggsart som först beskrevs av Max Bernhauer 1907.  Philhygra pseudoelongatula ingår i släktet Philhygra, och familjen kortvingar. Arten har ej påträffats i Sverige.